# 쿠키 앤드 크림

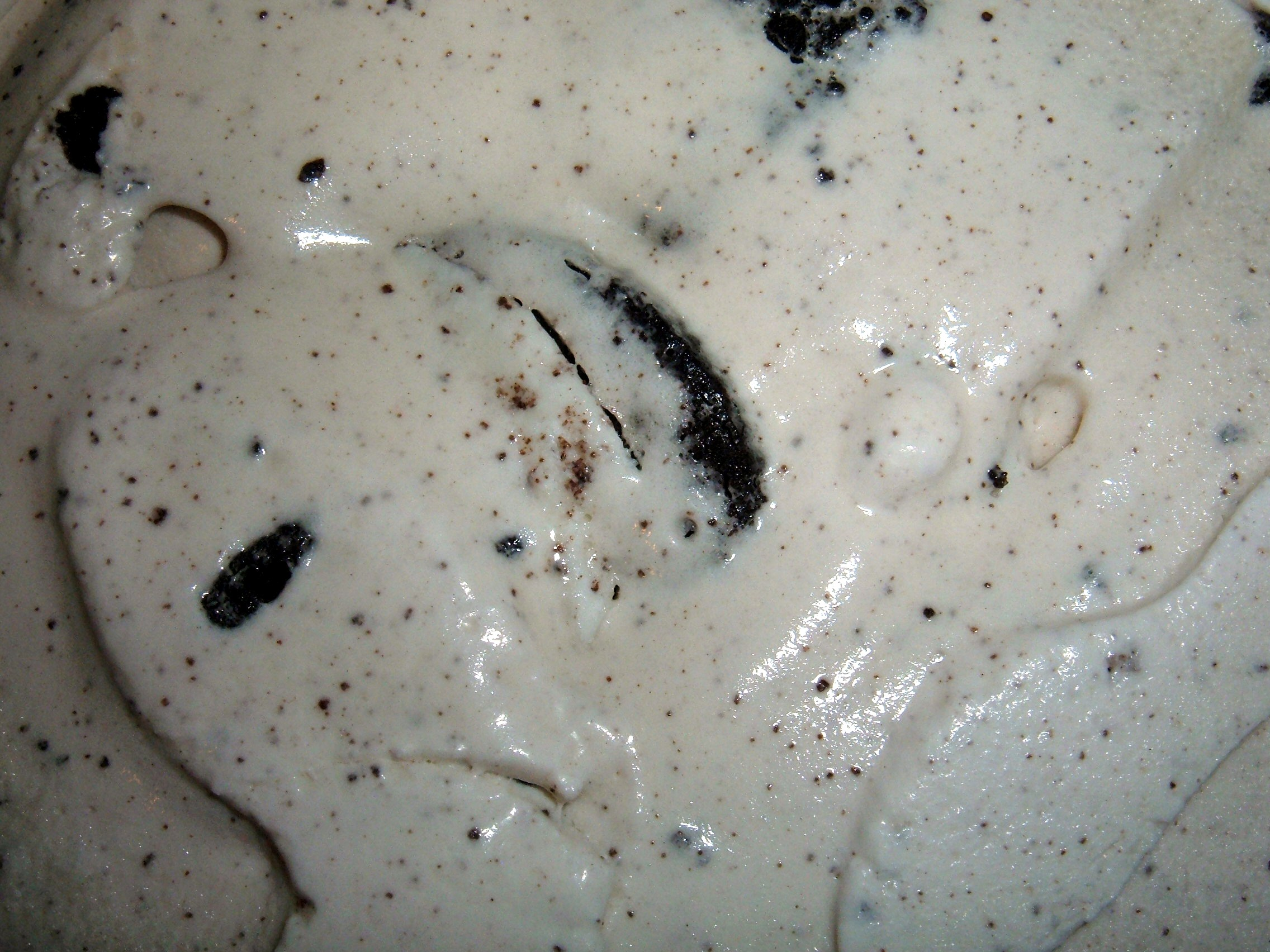
쿠키 앤드 크림

쿠키 앤드 크림(영어: Cookies and Cream)은 아이스크림의 맛 종류중 하나로, 쿠키와 크림을 섞은 것이다. 대한민국에서는 소위 ‘쿠앤크’라고도 불린다.